# Université de Bethléem
L'université de Bethléem est la plus ancienne université de Cisjordanie, Palestine. Ses racines remontent à 1893 quand les Frères des Écoles chrétiennes ont fondé des écoles à Bethléem, Jérusalem, Jaffa, Nazareth, en Turquie, au Liban, en Jordanie, et en Égypte.

## Historique
L'université de Bethléem est un établissement d'enseignement supérieur catholique mixte, fondé en 1973 dans la tradition des Frères des Écoles chrétiennes, accessible sans distinction de religion, situé à Bethléem, Cisjordanie. À l'occasion de la visite historique du pape Paul VI en Terre sainte en 1964, les chrétiens Palestiniens ont souhaité la création d'une université dans la région. Ainsi, en 1972, après réflexion et concertation, l'archevêque Pio Laghi, nonce apostolique à Jérusalem (en), a formé un comité de notables et de directeurs d'écoles de Cisjordanie et Jérusalem-Est, pour créer une institution d'enseignement supérieur offrant une formation universitaire générale et appliquée en arts et en sciences afin de répondre aux attentes de la société palestinienne.
Avec l'aide des établissements scolaires locaux et la coopération de la Congrégation pour les Églises orientales de la Curie romaine et des Frères des Écoles chrétiennes, l'université de Bethléem a officiellement ouvert ses portes le 3 octobre 1973, ce qui fait d'elle la plus ancienne université de Cisjordanie.
L'université s'étend sur les 17 000 m2 d'une propriété des Frères des Écoles chrétiennes sur Freres Street, au sommet de la ville de Bethléem. Sur les 112 étudiants entrés en 1973, 63 ont obtenu leur diplôme en juin 1977. Le recrutement a augmenté régulièrement pour atteindre 1 000 à la rentrée de 1981 et 2 900 à la rentrée de 2008. L'université s'est agrandie : bibliothèque en 1978 ; Mar Andrea Women's Hostel en 1979 ; aile des sciences en 1980 ; centre culturel est social en 1990 ; l'Institute for Community Partnership en 1991 ; le Bethlehem Hall pour la faculté de soins infirmiers et la faculté d'éducation en 1995 ; Turathuna : le Palestinian Cultural Heritage Center en 2000 ; et le Millennium Hall pour l'école de gestion en 2002.
Les enseignants de haut niveaux et le personnel d'encadrement et leurs collègues internationaux, comprennent des laïcs, des frères des Écoles chrétiennes, des membres d'autres ordres religieux, sœurs, prêtres et religieux. La faculté  d'éducation et l'institut de gestion ont été parmi les premiers programmes distinctifs. La faculté des arts, des sciences, de soins infirmiers et de gestion s'est développée en réponse aux attentes de la communauté, ainsi que l'institut des partenariats communautaires, qui offre des programmes de formation continue et de développement professionnel.
L'université de Bethléem est membre fondateur du Palestinian Council for Higher Education depuis 1978 et relève du ministère de l'Éducation et de l'Enseignement supérieur de l'Autorité palestinienne. En octobre 1979, un conseil d'administration a été institué, et en mai 1981, l'université de Bethléem est devenue membre de l'association des universités arabes. Elle est également membre de la fédération internationale des universités catholiques, de l'association des collèges et universités lassaliennes (Frères des Écoles chrétiennes), et de l'Association internationale des universités.
Malgré douze fermetures ordonnées par l'Armée israélienne, dont la plus longue, de trois ans, entre octobre 1987 et octobre 1990, les cours ont toujours été assurés sur et hors campus. L'université a 2 599 élèves inscrits, pour la plupart à plein temps, et plus de 10 800 diplômés, dont la plupart travaille en Cisjordanie, à Jérusalem-Est et à Gaza.